# Membrure

Saga, navire de 1920. Maquette montrant les membrures.

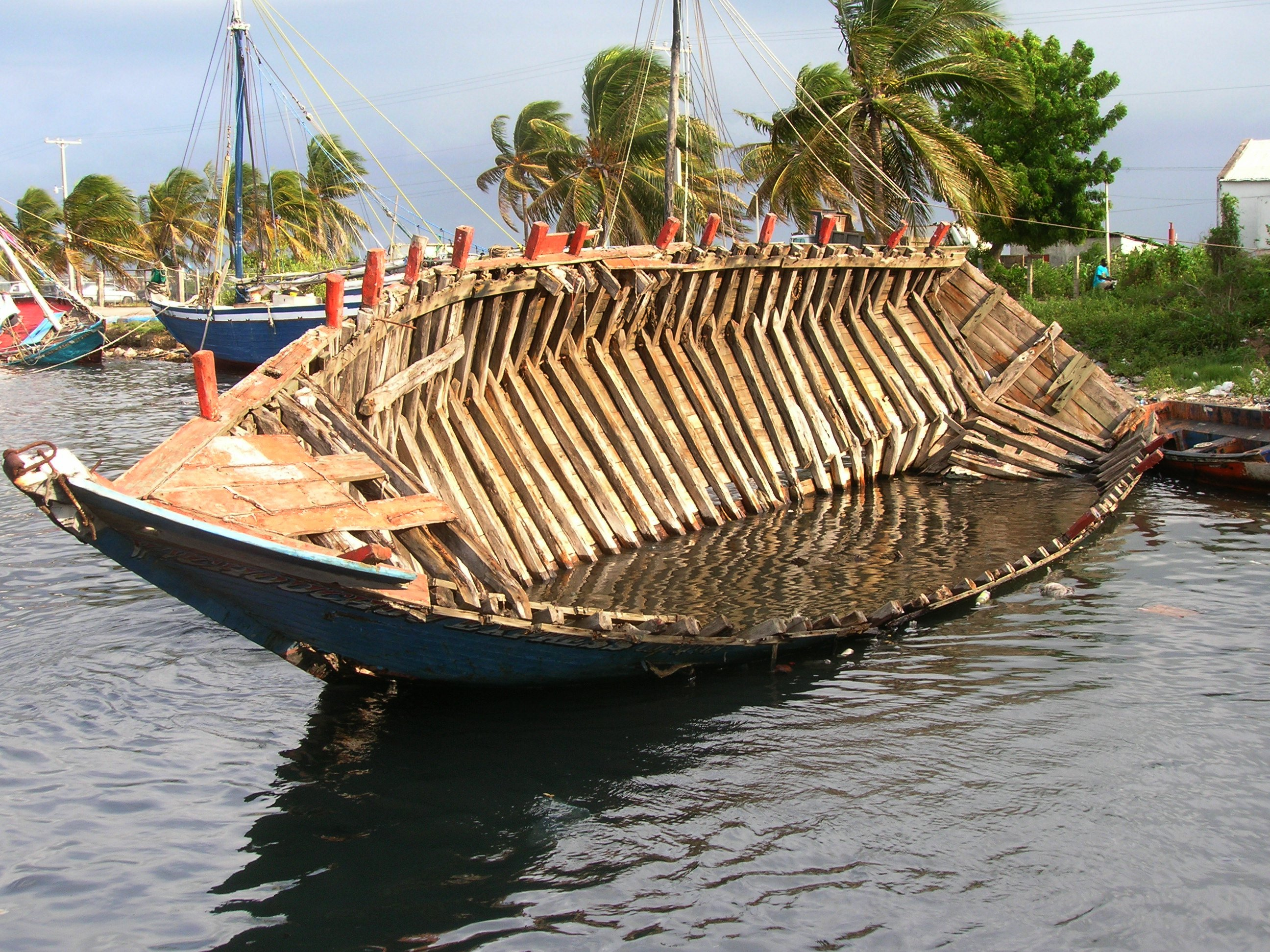
Membrures et varangues d'une carcasse.

En construction navale traditionnelle, la membrure, appelée aussi courbe, est l'assemblage de diverses pièces de bois ou de métal qui forment la structure transversale de la coque des bateaux. Elle est constituée pour les grands bateaux en bois des couples reliés par les varangues.
La membrure stricto sensu désigne ce type de pièce de bois formant un angle. Pièce unique dans les bateaux à fond plat dont elle assure la solidarisation entre la sole et la bordaille. Dans un petit bateau, la membrure est constituée de membres.
En construction d'édifice, la membrure désigne chaque membre rigide de structure de charpente, de porte, etc.

## Architecture navale

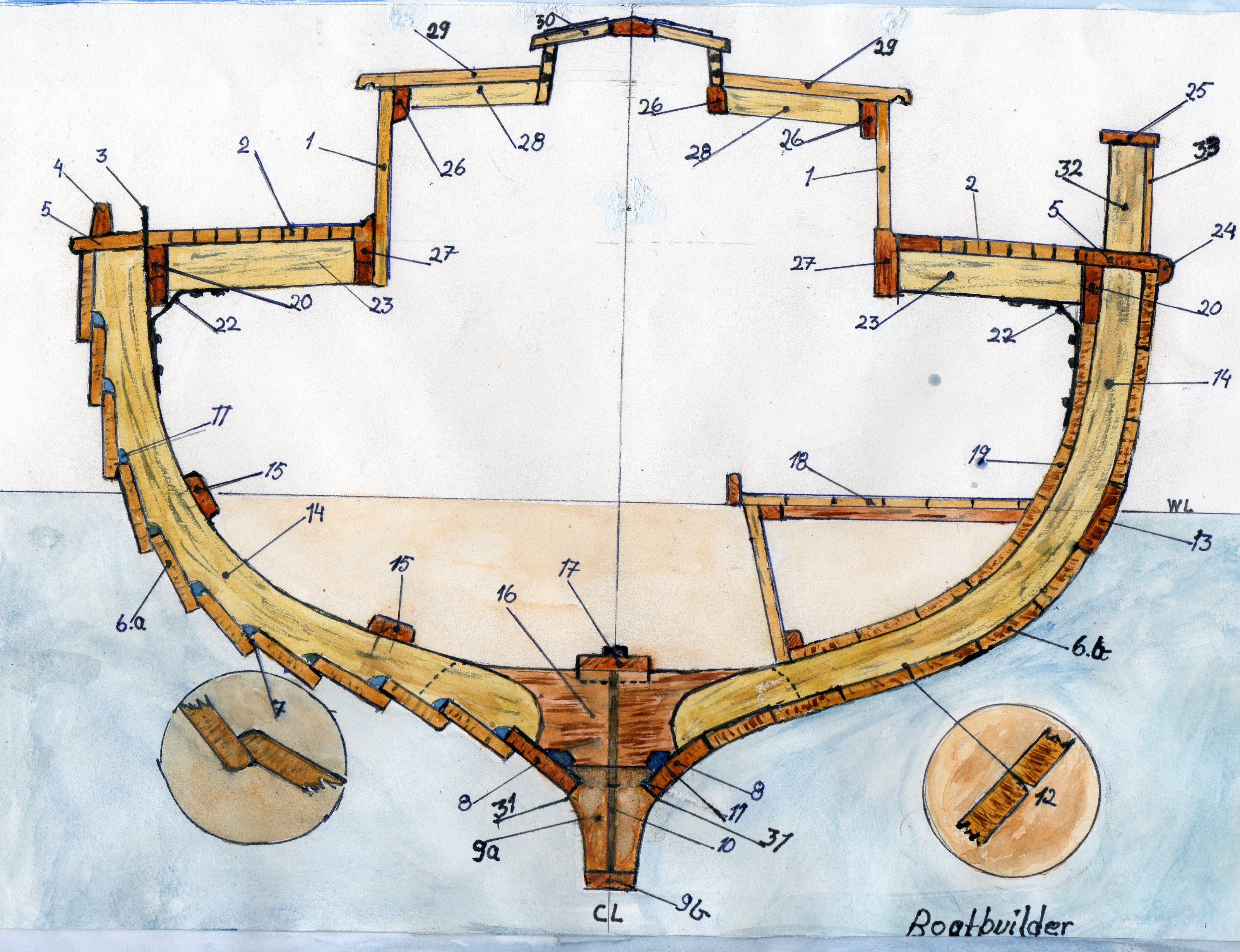
Les deux branches de la membrure, numérotées 14.

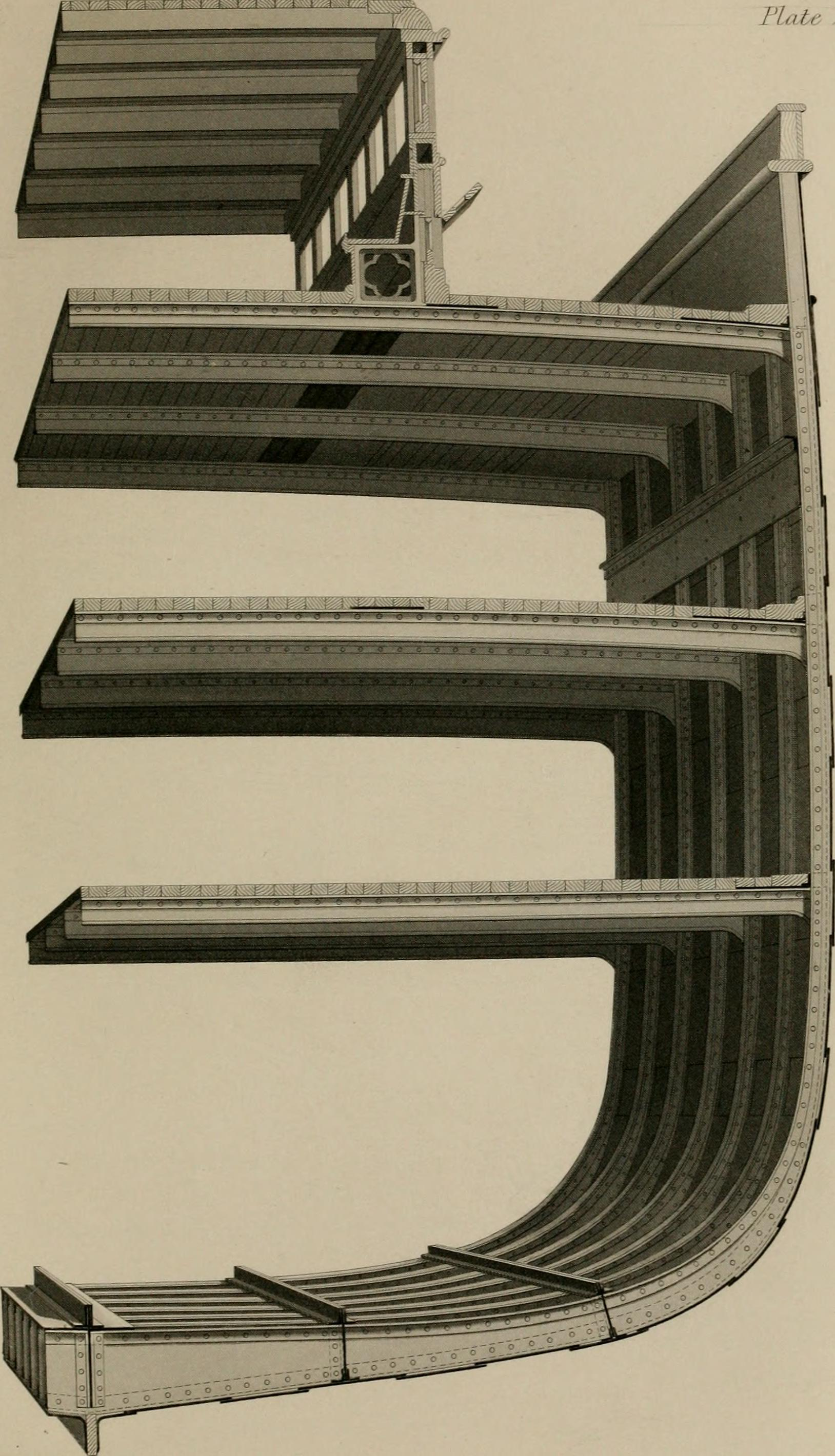
Membrures sur un navire en acier.

En construction navale traditionnelle, une membrure est l'assemblage de diverses pièces de bois ou de métal disposées à une distance les unes des autres et qui forment un élément de structure transversale. Les membrures, ou couples, sont fixées à la quille, la pièce maîtresse de structure longitudinale. L'ensemble des membrures, couples et varangues forment avec la quille le squelette sur lequel le revêtement extérieur, appelé bordé, est fixé pour former la coque. Le revêtement intérieur, s'il existe, s'appelle le vaigrage.
En construction bois, les membrures peuvent être sciées, ployées ou réalisées en lamellé-collé. Les techniques qui utilisent des branches d’arbre présentant déjà plus ou moins la courbure souhaitée pour conserver le fil du bois sont néanmoins plus longues à mettre en œuvre.
La membrure sciée et assemblée est constituée de différentes parties : allonges de fond (ou de sole), bouchains (appelés aussi genoux) et allonges de sommet (appelées aussi allonges de flanc). 
Sous l'impulsion de Colbert, les forêts royales furent réaménagées en France de manière à produire des bois tors à long terme. Les chantiers navals ont longtemps eu un droit de préemption sur toutes les coupes de bois d’œuvre afin de fournir le matériau nécessaire à la construction de bateaux de qualité. Les arbres furent quelquefois reliés entre eux ou bridés afin de fournir aux constructeurs des pièces de forte section déjà cintrées.

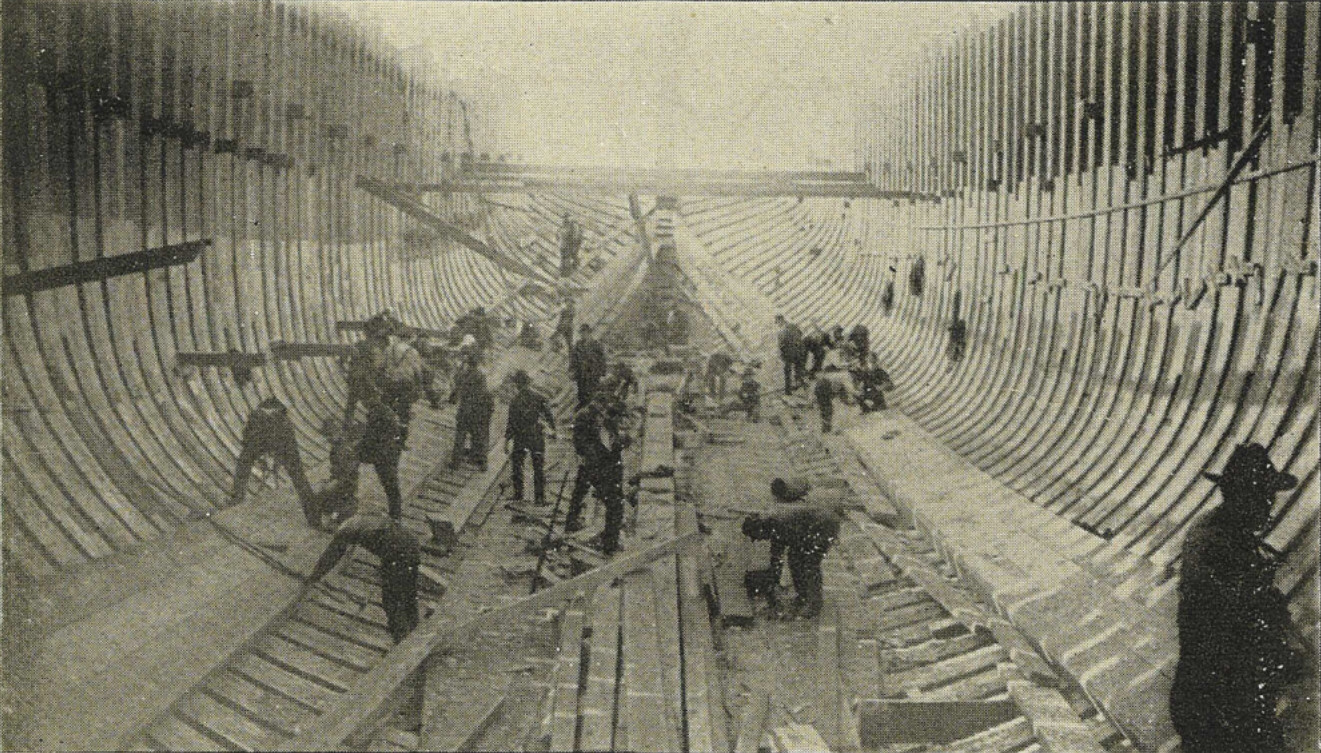
Membrures sur un navire en construction à Seattle.

Au XIXe siècle, l'apparition des membrures métalliques a permis de gagner un temps considérable dans la construction navale en fournissant des pièces plus résistantes pour un coût de fabrication moindre grâce à la standardisation. Ceci fut l'origine des grands voiliers en fer.
Les procédés modernes de fabrication ont permis de supprimer la plupart des membrures dans les navires, en les remplaçant par des cornières métalliques, des cloisons ou par des caissons renforcés par endroits par de simples surépaisseurs. Ceci a permis d'augmenter considérablement les volumes intérieurs tant en plaisance qu'en navires de fret.

## Architecture et construction d'édifice
- En charpente membrure prend différentes significations :
  - en charpente bois : nom donné à tout élément rigide et de forte section constitutif d'une charpente, à une pièce maitresse ;
  - en charpente métal : nom donné à tout élément profilé constitutif d'une ferme, d'une poutre treillis ;
- en menuiserie de porte lourde : montants recevant les panneaux de remplissage des ouvrants.